# Søby Brunkulslejer
 Der er for få eller ingen kildehenvisninger i denne artikel, hvilket er et problem. Du kan hjælpe ved at angive troværdige kilder til de påstande, som fremføres i artiklen.

Søby Brunkulslejer (også kendt som Søby Fasterholt-området) er nu nedlagte brunkulslejer beliggende ved Søby i Kølkær Sogn, Herning Kommune, cirka 15 km syd for Herning. 
Søby Brunkulslejer dækker et fredet areal på godt 1.000 hektar, og det anslås, at der er produceret omkring  50 mio. m³ brunkul i perioden fra 1940 – 1970, hvor produktionen blev endeligt indstillet, og brunkulseventyret var slut. 

Området er nu delvist tilplantet og fremtræder som et særpræget, kuperet naturområde med mange småsøer, men der er fare for skred, og det kan være livsfarligt at færdes i store dele af området. Lige nord for Søby ligger den  75 ha store Søby Sø, der ikke er en brunkulsgrav, men en naturlig hedesø.
I Søby er der et museum, der viser flere arbejderboliger samt smedje, remise og spisehuse, og museet har en stor billedsamling om arbejdet i brunkulsgravene og livet i barakbyen.

## Historie
Der blev allerede gravet brunkul flere steder i Jylland under 1. verdenskrig, men det gik næsten i stå i mellemkrigstiden, og først i slutningen af 1930'erne, da verdenssituationen spidsede til, og især med udbruddet af 2. verdenskrig begyndte man at interessere sig for den danske energireserve, der lå 12-15 meter under jordoverfladen, mange steder under hederne. I 1939 begyndte der så småt at komme gang i produktionen, i starten med håndkraft, skovle, spader, trillebør og hestevogn; kullene kørtes til Kølkær Station. Indtil besættelsen gik salget dårligt, men den vendte op og ned på situationen. I 1940 steg produktionen i Danmark til 226.000 tons og i 1941 til 1.002.000 tons; til sammenligning blev der i 1935 produceret 7.000 tons.
Der gik ikke lang tid, før håndredskaberne blev suppleret af gravemaskiner og transportbånd. I følge brunkulsloven af 1940 skulle brunkullene så vidt muligt graves op med håndkraft, hvilket året efter skærpedes til, at det skulle ske med håndkraft. Dette krav stoppede, da brunkulsloven ophørte i 1953, hvorefter mekaniseringen for alvor tog over. På grund af den høje grundvandstand på hederne var det nødvendigt med store pumpeanlæg, der blev drevet med dampmaskiner og stationære motorer. Senere kom der  elektricitet til området, og elmotorer blev sat ind for at holde vandet væk. Der blev også anlagt et sidespor på jernbanen fra Søbylund ind til lejerne, og der blev investeret voldsomt i kraner, transportører og tipvogne mv.
Der opstod hurtigt en by omkring lejerne, mest bestående af hurtigt opførte interimistiske skure og barakker, udtjente rutebiler og jernbanevogne, og området fik  tilnavnet Det Jyske Klondike, med udbredt hasardspil og sortbørshandel. Der arbejdede 2.000 mand i lejerne, da der var flest. Da gravningen var på det højeste, boede omkring 1.000 mennesker i Søby og cirka lige så mange i resten af området.
Fra 1958 og fem år frem tilplantedes cirka 20 hektar i det såkaldte Ørkenarboret med træarter, som man mente var egnede til at gro under ørkenlignende forhold.

## Billedgalleri
- Skovgadehuset, Brunkulsmuseet
- Hejseværk og gravemaskine ved Brunkulsmuseet
- Trillebørrampe,  Brunkulsmuseet
- Brunkulssø
- Efterladt gravemaskine i det efterhånden tilgroede naturområde